# ميشين إمبوسيبول (مسلسل)
ميشين إمبوسيبول (بالإنجليزية: Mission: Impossible)‏ هو مسلسل حركة تم إنتاجه في الولايات المتحدة. بدأ عرضه في سنة 1966 على سي بي إس. بلغ عدد مواسم المسلسل 7 مواسم، بلغ عدد حلقاته 171 حلقة، وتبلغ مدة الحلقة الواحدة 50 دقيقة. تم بث المسلسل لأول مرة بتاريخ 17 سبتمبر 1966 بينما تم بث آخر حلقة منه بتاريخ 30 مارس 1973. من بطولة ستيفن هيل، مارتن لانداو، ليونارد نيموي، ليسلي آن وارن وسام إليوت.

## الجوائز
- جائزة إيمي لأفضل مسلسل دراما
- جائزة إدغار

## روابط خارجية
- ميشين إمبوسيبول على موقع IMDb (الإنجليزية)
- ميشين إمبوسيبول على موقع ميتاكريتيك (الإنجليزية)
- ميشين إمبوسيبول على موقع الموسوعة البريطانية (الإنجليزية)
- ميشين إمبوسيبول على موقع روتن توميتوز (الإنجليزية)
- ميشين إمبوسيبول على موقع كينوبويسك (الروسية)
- ميشين إمبوسيبول على موقع ألو سيني (الفرنسية)
- ميشين إمبوسيبول على موقع قاعدة بيانات الفيلم (الإنجليزية)